# 出光クレジット
出光クレジット株式会社（いでみつクレジット、IDEMITSU CREDIT CO., LTD.）は、クレジットカードに関する事業を行う株式会社である。
出光興産株式会社の出資により1986年（昭和61年）4月1日に設立され、2003年（平成15年）10月1日に株式会社クレディセゾンとの折半出資となった。なお、「出光クレジットカード」の発行開始は会社設立前の1969年（昭和44年）11月である。

## クレジットカードの種類
設立当初はジェーシービー（JCB）、住友クレジットサービス（Visa）、ダイヤモンドクレジット、ミリオンカードサービス（共にMasterCard）の4社と提携し、加盟店開放式の国際カードを発行。
クレディセゾンとの提携以降は、同社にカード業務を委託して出光カードまいどプラス、出光カードおよび出光ゴールドカードを発行していたが、出光興産系列のサービスステーション（給油所）の「apollostation」（アポロステーション）への刷新・統一が始まった2021年4月からは新カード「apollostation card」（アポロステーションカード）の発行が開始された。国際ブランドはセゾンとの業務提携開始後もVISA・MasterCard・JCBの3種であったが、後にアメリカン・エキスプレス（AMEX）が追加されている。各カードの特典は2021年3月までは出光ブランド店舗でのみ受けられたが、同年4月からはシェルブランド店舗およびapollostation店舗に拡大された。
また、下記の全てのカードの券面右上に「SAISON CARD」のロゴが入る。

### apollostation card
2021年4月より会員募集が開始されたカード。「出光カードまいどプラス」の後継カードとなる。ベース・THE GOLD（ゴールド）・THE PLATINUM（プラチナ）の3種類が用意され、ベースにはオプションで値引特化コースと値引+ポイント付与コースが用意される。ゴールド・ブラチナは値引+ポイント付与コースのみになるが、ベースよりもポイント還元率などが優遇される。
なお、THE PLATINUMは国際ブランドがAMEXのみとなる。

### 丸亀町apollostation card
高松丸亀町商店街振興組合との提携カード。国際ブランドはJCBのみ。apollostation card（ベース）の基本機能に加え、同商店街の指定した店舗でこのカードを使用すると常時5倍、キャンペーン展開時にはそれ以上のポイントが計上される。またポイント引き換え景品として同商店街（一部店舗除く）通用の地域マネー「KAME」が3000ポイント＝3000KAME（3000円分）提供される。同商店街専属のデザイナーが描いた風景イラストによる独自券面である。

### ウェビックapollostation card
バイク用品のオンラインショップであるWebikeとの提携カード。国際ブランドはVISAのみ。apollostation card（ベース）の基本機能に加え、同サイトでのショッピング時にWebikeポイントの還元率が1.5%優遇される。同サイトでのショッピング以外でも燃料油以外での出光興産店舗およびVISA加盟店でのクレジット利用でWebikeポイントが還元される。

### その他のクレジットカード等
出光クレジットでは法人顧客向けの掛け売りカードも発行しており、apollostation BUSINESS（旧：出光法人専用カード）、出光Bizカード（ワンおよびプラス）、TRUST&FLEXの各カードがある。
また、宇佐美鉱油との提携カードとして個人向けのUsappy Cardプラス＋および法人向けの宇佐美ビジネスカードを発行している。Usappy Cardプラス＋は元売りブランドを問わず宇佐美の店舗にてポイント還元の優遇がある。宇佐美ビジネスカードは元売りブランドを問わず宇佐美の店舗および出光興産の各ブランド店舗にて利用可能。
他に出光ETCカードが発行されており、上記および下記の各カードに付随して発行可能。年会費は個人会員向けは無料だが法人会員向けは1枚ごとに有料となっている。

### かつて発行されていたカード

#### 出光カードまいどプラス
出光サービスステーション（一部を除く）で利用した場合、ガソリン・軽油は2円/リットル、灯油は1円/リットル値引される。ただし、いずれも月間300リットルまでに限られる。年会費は無料。
2021年4月に上記のapollostation cardにリニューアルされ、ワインレッド券面の募集が停止された。既存の会員は更新時期あるいは再発行時をもってapollostation cardへ移行される。
なお、日本郵政公社（郵政民営化法（平成17年法律第97号）の規定により2007年10月1日に解散）と提携した「出光郵貯カードまいどプラス」は、2007年9月13日を以て新規の申込受付を終了している。

#### 丸亀町出光カードまいどプラス
高松丸亀町商店街振興組合との提携カード。
2021年4月に上記の丸亀町apollostation cardにリニューアルされたが、特典やカードフェイスは基本的にそれ以前のものを引き継いでいる。

#### ウェビック出光カードまいどプラス
バイク用品のオンラインショップであるWebikeとの提携カード。
2021年4月に上記のウェビックapollostation cardにリニューアルされたが、特典やカードフェイスは基本的にそれ以前のものを引き継いでいる。

#### 出光カード
「ね〜びきコース」と「た〜まるコース」の2つのコースがあり、「ね〜びきコース」の場合はポイントをガソリンの値引（最大30円/リットル値引される。ただし、月間300リットルまでに限られる）に、「た〜まるコース」の場合はポイントを様々な商品との交換にそれぞれ利用できる。年会費は税抜1250円。
2021年3月末を以て新規会員募集を終了。

#### 出光ゴールドカード
ゴールドカードである。年会費は税抜10000円。ポイントは、出光カードと同様に「ね〜びきコース」と「た〜まるコース」の2つのコースが利用できる。
2021年3月末を以て新規会員募集を終了。

#### “ザ・ゴールド” 出光 セゾン・アメリカン・エキスプレス・カード
年会費は税抜7000円。
2021年4月に上記のapollostation card THE GOLDにリニューアルされると同時に、Visa/MasterCard/JCBブランドの会員募集を開始した。

#### “ザ・プラチナ” 出光 セゾン・アメリカン・エキスプレス・カード
年会費は税抜20000円。提携元となるセゾン・プラチナ・アメリカン・エキスプレス・カードに比べ、ポイントが永久不滅でなく3年間の有期であることなど若干の機能低下があるものの、ポイント常時倍づけ（1000円=10ポイント）、SSでの燃料代割引サービス「ねびきプラス」、出光スーパーロードサービス、出光ハウスサービスなどの独自機能が「ザ・ゴールド」同様に無料付帯となる。招待制と申込制を併用しており、webからも新規申込が可能。webからの申込では最短3営業日での発行を行っている。本カード提示で出光美術館の入場が無料となる。
2021年4月に上記のapollostation card THE PLATINUMにリニューアルされた。

## プリペイドカード
出光クレジットをプリペイドバリューの発行者としたプリペイドカードが発行されているほか、他社向けのプリペイドカード発行を受託および他社にプリカシステムの提供を行っている。

### apollostation キャッシュプリカ
現金会員カード機能を兼ねたプリペイドカード。年会費・入会金は無料。現金会員カード機能は有効期限はないが、プリペイドカード機能としては最後の残高の増減を伴う利用（入金あるいは残高の利用）から1年間となっている。期限切れから2年間は返金手数料はかかるが返金を受けられる。発行は出光ブランド店および出光ブランドから転換されたapollostation店舗で可能、利用は一部の店舗(宇佐美鉱油店舗など)を除く全ブランドで可能。

### かつて発行されていたカード

#### 出光キャッシュプリカ
現金会員カード機能を兼ねたプリペイドカード。
mydoカードやユーカード等過去のプリペイドカードの事実上の後継。2021年4月に上記のapollostation キャッシュプリカにリニューアルされた。本カードは共通利用対象外のため、宇佐美鉱油店舗、シェルブランド店およびシェルブランドから転換されたapollostation店舗では利用できない。